# Polymesoda tribunalis
Polymesoda tribunalis is een tweekleppigensoort uit de familie van de Cyrenidae. De wetenschappelijke naam van de soort is voor het eerst geldig gepubliceerd in 1870 door Prime.